# Museo della giostra e dello spettacolo popolare
Il Museo della Giostra e dello Spettacolo Popolare è un museo che nasce come centro culturale di ricerca e di documentazione storica per ciò che concerne il mondo dello spettacolo popolare itinerante, dalle origini legate alle fiere di paese alle giostre presenti nei moderni luna park.
Si trova a Bergantino, comune altopolesano sede del distretto industriale della giostra, presso il Palazzo Strozzi.

## Storia
Inaugurato nel 1999, il percorso museale si sviluppa in diversi ambienti e fra le opere esposte sono presenti una giostra per bambini di fine ottocento, documenti di una ricerca storico-iconografica sulle origini dello spettacolo viaggiante di Bergantino, materiale iconografico proveniente dal Museo nazionale delle arti e tradizioni popolari di Roma. Hanno contribuito alla documentazione per l'allestimento del museo il Centro Etnografico di Ferrara e l’Accademia dei Concordi di Rovigo. La prima testimonianza di una giostra nel paese risale al 1929 e fu costruita da due meccanici di biciclette. Di lì a poco, anche altre famiglie intrapresero l’attività di produttori  di giostre e iniziarono a muoversi in modo itinerante per fiere. Nel 2000 viene creato il sito internet del museo anche grazie alla collaborazioni con musei antropologici europei, in modo da ricostruire la storia della fiera tradizionale in Europa. Nel 2011 il museo viene rinnovato con l’ampliamento di spazi espositivi arricchite alcune sale con nuovi contenuti, un nuovo allestimento che include anche strumenti di comunicazione multimediale.

## Il percorso museale
L’esposizione alterna documenti come fotografie stampe dipinti, oggetti d’epoca e rari strumenti musicali dell'800, a modellini di giostre perfettamente funzionanti; vi sono inoltre immagini e filmati in monitor e videoproiezioni. Il visitatore una volta entrato nel museo inizierà un viaggio fatto di festa e fantasia, passerà da un mondo ad un altro, riscoprendo i giochi dell’antichità fino a quelli moderni. Il tema fondante del percorso è quello dei ‘Luoghi dell’altrove’ dove il tempo sembra essersi fermato per inoltrarsi in atmosfere di magia e d’incanto legate al momento di festa. Il museo segue un percorso cronologico e tematico e si snoda su due piani di Palazzo Strozzi. Il piano terra è composto di  cinque sezioni dedicate al tema della fiera e del parco dei divertimenti.   Si percorre la Sala del Labirinto, la Sala della Fiera, la Sala delle marionette e dei burattini, la Sala barchessa con  il parco divertimenti tra Ottocento e Novecento, la Galleria delle meraviglie con il Tunnel delle streghe. Al primo piano viene trattato il tema del luna park, partendo dalla Sala Mario Bragazzi che espone  le origini del luna park nei giardini delle ville nobiliari del 700, con modelli funzionanti di giostre, segue sala del Luna park che illustra  le origini del luna park nelle esposizioni universali, la terza sala è dedicata alla gente del viaggio e documenta gli spettacoli viaggianti di Bergantino. Il percorso si conclude con la  sala dell’industria dei sogni, in cui viene illustrato il distretto industriale polesano della giostra  e produzioni di attrazioni per luna park in Italia e Europa.